# Connecteur optique SC
Le connecteur et adaptateur SC est un connecteur fibre optique standard. Les connecteurs SC à encliquetage permettent un système de verrouillage par simple pression de type push-pull rapide; Il permet de coupler avec un alignement précis par l'intermédiaire de leurs embouts en céramique. Le profil carré autorise des densités de connexion plus élevées sur les instruments et les panneaux de raccordement. Ils sont préférés pour les applications de bureau, de TV câblée, de téléphonie câblée et d’applications réseau. De plus, ils offrent à faible coût, la simplicité et la durabilité.
Selon les traductions, SC signifie :
- Stick and Click ;
- Standard Connector ;
- Subscriber Connector ;
- ou Square Connector.

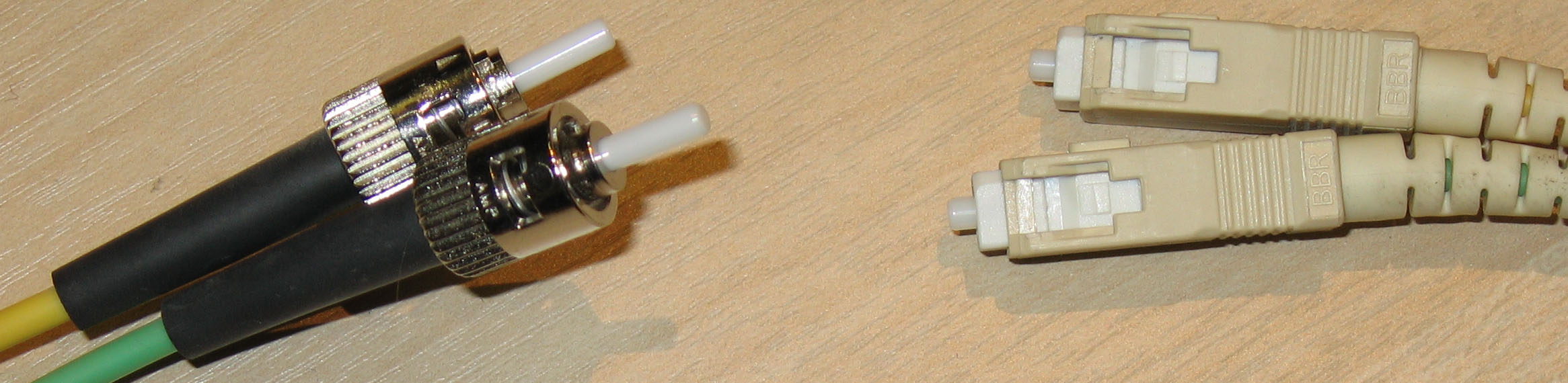
Connecteur ST (à gauche) et connecteur SC (à droite)

Le format SC se décline en SC/UPC (ou SCU en abrégé, bleu) et SC/APC (ou SCA, vert), PC pour Physical Contact, c'est-à-dire que les media optiques, les fibres, des connecteurs mâle et femelle se touchent lors de la connexion. Un détrompage empêche la connexion d'un connecteur A (A pour Angle Polish Connector) avec un U (U pour Ultra Polish Connector*) car le principe de finition de la fin de fibre est différent et incompatible : la fin de fibre pour un connecteur U doit être polie perpendiculairement à l'axe de la fibre, alors que pour un connecteur A elle doit être polie avec un angle standard de 8° et alignée correctement en rotation par rapport au corps du connecteur, c'est-à-dire faces parallèles entre elles (pas seulement axialement comme pour un connecteur U dans lequel par principe la coaxialité des deux fibres implique le parallélisme des faces en vis-à-vis). L'idée de faire des jonctions à angle non nul vient du fait que les surfaces n'étant jamais parfaites, une partie de la lumière incidente va être réfléchie perpendiculairement vers la source si la fin de fibre est perpendiculaire à l'axe, augmentant ainsi la perte d'insertion globale de la liaison. À qualité de finition égale, en introduisant un angle, la lumière réfléchie provoquée par les défauts est dirigée vers le revêtement de la fibre et ne revient pas affaiblir perpendiculairement le signal de la source.
L'angle de 8° provoque en sortie de fibre un faisceau désaxé de 4° par réfraction, compensée par la face en vis-à-vis. L'assemblage d'un connecteur A avec un U provoquerait une perte d'insertion catastrophique.
*Il existe aussi une appellation SC/SPC ou SCS (SPC pour Super Polish Connector).   